# Marynka (Ukraina)
Marynka albo Marynki (ukr. Маринка) – wieś na Ukrainie w rejonie stryjskim (do 2020 roku w rejonie żydaczowskim) obwodu lwowskiego.

## Historia
Pod koniec XIX w. część wsi Lachowice Podróżne w powiecie żydaczowskim.